# Milton Franceschini
Milton Franceschini foi um ator brasileiro que ficou conhecido por participar do quadro "Os Velhinhos se Divertem", exibido no Programa Silvio Santos entre 2011 e 2018, televisionado pelo Sistema Brasileiro de Televisão (SBT).

## Carreira
Destacou-se como um dos integrantes do quadro "Os Velhinhos se Divertem", onde ele e outros atores interpretavam idosos que faziam pegadinhas com as pessoas nas ruas.

## Morte
Morreu no dia 5 de maio de 2023, aos 87 anos, em decorrência de uma insuficiência respiratória. Estava internado em um hospital em São Paulo.
O SBT, emissora onde Franceschini trabalhou por mais de uma década, lamentou a morte do ator em uma nota oficial. "Ao lado de um extenso conjunto de atores, Milton se destacava pelo talento e versatilidade, marcando os sessenta anos do Programa Silvio Santos. Os amigos e colegas de SBT se entristecem pela perda do querido amigo e parceiro, desejando que Deus conforte os corações de seus familiares neste difícil momento", diz a nota.
O corpo de Milton foi cremado no Cemitério de Vila Alpina, em São Paulo, em uma cerimônia restrita para familiares.